# Aquanaut (Zeitschrift)
Die Zeitschrift Aquanaut – Das Beste zu Tauchsport, Reise und UW-Fotografie ist eine sechsmal pro Jahr erscheinende Fachzeitschrift für das Themengebiet Sporttauchen. Das Magazin wird veröffentlicht von der Trend Sport Verlag GmbH in Scherzingen in der Schweiz. Herausgeber ist Urs H. Dillier.
Das Magazin Aquanaut erscheint seit 1978. Die Höhe der gedruckten Auflage liegt nach Angaben des Verlags bei 11.000 Exemplaren.

## Themen
Die Titelgeschichten und inhaltlichen Schwerpunkte von Aquanaut decken ein breites Spektrum ab. Im Mittelpunkt stehen Reisereportagen, Service, Biologie und Technik. Zusätzlich behandelt werden die Themengebiete Tauchausrüstung,
Unterwasser-Foto- und Videografie. Aquanaut ist ein Fachmagazin, dessen Inhalte so aufbereitet werden, dass Tauchanfänger und fortgeschrittene Taucher angesprochen werden sollen.